# 张昶 (彭城伯)
张昶（1374年—1438年），河南承宣布政使司永城县人，明朝武官、外戚。

## 生平
明仁宗张皇后和张昇的哥哥，父亲张麒。
随从明成祖起兵靖难，攻克大宁战郑村坝有功，授义勇中卫千户指挥同知，援救蓟州，击败辽东兵。回师辅佐自己的妹夫世子朱高炽守北平府。永乐初年，官至锦衣卫指挥使，有过失，被明成祖责备。明仁宗即位，任内兄为中军都督府左都督，封彭城伯，子孙世袭。改元洪熙，命掌管五军右哨军马。
受明成祖之命赴永城迎娶太孫嬪。
明英宗即位，妹妹太皇太后张氏令他不得参与朝政，正统三年（1438年），得病去世。